# Arthar Dadakharka
Arthar Dadakharka – gaun wikas samiti w zachodniej części Nepalu w strefie Dhawalagiri w dystrykcie Parbat. Według nepalskiego spisu powszechnego z 2001 roku liczył on 751 gospodarstw domowych i 3436 mieszkańców (1949 kobiet i 1487 mężczyzn).